# Metallische waterstof

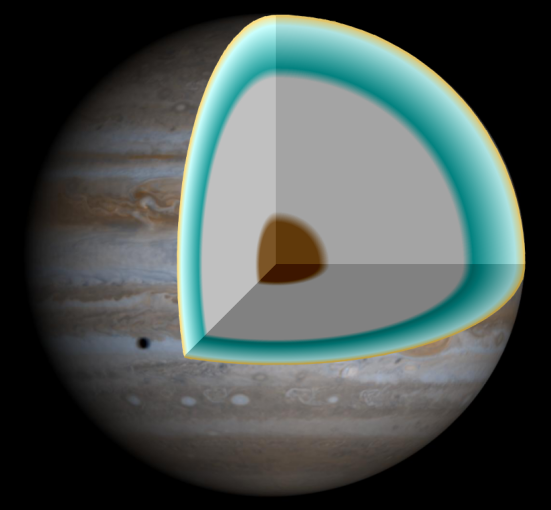
De gasplaneten bestaan uit een grote hoeveelheid metallische waterstof.(grijs)

Metallische waterstof ontstaat wanneer, in een laboratorium, vloeibare waterstof onder zeer hoge druk (ruim 3 miljoen atmosfeer) wordt gebracht, waardoor de waterstof in een toestand geraakt waarbij het de eigenschappen van een metaal krijgt. Het overgrote deel van de elektronen is dan niet meer aan de atoomkernen gebonden en kan zich vrijelijk door het materiaal verplaatsen, dat daardoor een goede geleider van elektrische stroom wordt.
Natuurlijke metallische waterstof komt in het zonnestelsel voor in de reuzen-planeten Jupiter en Saturnus. Deze twee planeten hebben hun sterke magnetische veld te danken aan hun mantel (vergelijk de aardmantel) van  vloeibare  waterstof waar, onder hoge druk en bij hoge temperatuur, elektrische stromen doorheen lopen. De  vloeibare mantel van Jupiter en Saturnus bevindt zich tussen een, uit nikkelijzer en silicaten (steen) opgebouwde, vaste kern (vergelijk de aardkern) enerzijds, en een gasvormige 'oceaan' van moleculaire waterstof en helium anderzijds. Deze gas-oceaan gaat op zijn beurt geleidelijk over in de atmosfeer van de twee respectievelijke gasreuzen.
Waarschijnlijk heeft de metallische waterstof een temperatuur van enkele duizenden graden Celsius: het inwendige van deze twee planeten is dus zeer heet, in tegenstelling tot de ijskoude bovenlaag van de atmosfeer. Verder gaat men er vanuit dat de waterstof is vermengd met losse atomen helium, zuurstof, koolstof en stikstof (waarvan de laatste drie afkomstig zijn van uiteengevallen water-, methaan- en ammoniak-moleculen).